# Краусс, Фридрих Саломон
Фридрих Саломон Краусс (нем. Friedrich Salomon Krauss, 7 октября 1859 года, Пожега, Австро-Венгрия — 29 мая 1938 года, Вена) — австрийский этнограф, фольклорист и славист. Путешествовал по славянским землям. В его трудах есть материалы по этнографии различных славянских народов.

## Биография
Окончил Венский университет.
В 1889—1898 годах работал редактором журнала «Urquellen» («Первоисточники»).
Автор трудов о фольклорный быт и обычаи различных народов мира, в частности славян («Славистические фольклорные исследования», 1908, и другие). Исследователь фольклора и этнографии южных славян («Легенды и сказки южных славян», 1883—1884; «Быт и обычаи южных славян», 1885; «Тысяча легенд и сказок южных славян», 1914).